# Le Bourg-d'Oisans
Le Bourg-d'Oisans è un comune francese di 3 386 abitanti situato nel dipartimento dell'Isère della regione dell'Alvernia-Rodano-Alpi. La sua importanza turistica è in parte dovuta alla vicinanza dell'Alpe d'Huez, la maggiore stazione sciistica del Delfinato. Si trova all'interno del parco nazionale des Écrins ed al centro della valle chiamata Oisans. Qua è nata la sciatrice alpina Odile Chalvin.

## Cultura

### Musei
Il Museo dei minerali e della fauna delle Alpi situato all'interno della chiesa di Saint-Laurent. Svolge anche la funzione di centro di accoglienza per il Parco nazionale degli Écrins.

## Società

### Evoluzione demografica
Abitanti censiti